# Ubi Arcano Dei Consilio
Ubi Arcano Dei Consilio (Latijn voor:In de ondoorgrondelijke ontwerpen van God) was de eerste door paus Pius XI uitgebrachte encycliek. Hij verscheen op 23 december 1922 en was gericht aan alle kerkelijke gezagsdragers. Onder het motto Pax Christi in Regno Christi  (Nederlands: de Vrede van Christus in het Koninkrijk van Christus) concludeerde de paus, dat de vrede tussen de mensen alleen mogelijk was wanneer er sprake zou zijn van een innerlijke vrede. Dit laatste zou mogelijk worden door terugkeer naar een christelijke samenleving.

## Inhoudelijke punten
De gewapende vrede, die het resultaat was van de vredesonderhandelingen na de Eerste Wereldoorlog, achtte Pius XI niet beter dan de oorlog zelf. Het sterk opkomende patriottisme -dat het gevaar liep uit te groeien tot extreem nationalisme -, de steeds groter wordende verschillen tussen de sociale klassen en de politieke ontwikkelingen waren oorzaak van revoluties, onderdrukking en sociale onrust. Dit zou uiteindelijk leiden tot een vorm van barbarisme.
Ook maakte de paus zich in de encycliek zorgen over de afnemende rol van het gezin en wees hij op het verlies van de vrouwelijke waardigheid; de vrouw zou door haar kleding, taalgebruik en deelname aan schaamteloze dansen haar puurheid verliezen.
Een derde punt van zorg noemde Pius XI het verval binnen de kerk zelf en de secularisering van de maatschappij. Dit laatste uitte zich onder meer in het achterwege laten van het godsdienstonderwijs, maar met name de wijze waarop geloof en kerk tot onderwerp van spot werden.
Als oplossing voor de problemen riep hij de geestelijkheid op om samen met leken trouw te blijven aan het geloof en zich in te zetten voor de positionering van de kerk binnen de maatschappij. Ook riep Pius XI op om in lijn van zijn voorganger Pius X stromingen van het modernisme te verwerpen. Voor een concilie (zoals het Eerste Vaticaans Concilie) achtte de paus de tijd nog niet rijp.
Evenals zijn voorgangers hernieuwde Pius het protest tegen de bezetting van de kerkelijke gebieden door Italië. Hij riep de Italiaanse overheid op de soevereiniteit van de Rooms-Katholieke Kerk te erkennen.

## Resultaten
De encycliek Ubi Arcano Dei Consilio zou een belangrijke aanzet vormen voor de uitvoer van de Katholieke Actie, waarbij katholieke organisaties zich inzetten tegen de secularisering van de maatschappij.
Besprekingen over de erkenning van de soevereiniteit van de kerkelijke staat zouden door de verzoenende houding van de paus richting het Italiaanse bewind vanaf 1926 leiden tot geheime besprekingen over de kwestie en in 1929 uiteindelijk resulteren in de Lateraanse Verdragen.